# D0 고속도로
D0 고속도로(D0 Motorway, Dálnice D0) 또는 프라하 순환 도로(Prague Ring Road, Pražský okruh)는 체코의 고속도로로, 체코의 수도인 프라하를 순환하는 순환도로이기 때문에, 수도 순환 고속도로라고도 한다. 프라하의 외곽을 순환시키는 고속도로로, 최초로 개통된 시기는 1980년대이다. 따라서 프라하 시내 순환 고속도로가 현재 건설중이기도 하다.
2020년 1월을 기준으로, 계획된 총 연장 80km 중에서 이용이 가능하는 구간은 40km이다. 다만 둘로 갈라진 부분만 유지중에 있지만, 하나는 프라하 바츨라프 하벨 국제공항으로 향하는 D1 고속도로와의 분기점까지 이어지며, 또 다른 하나는 프라하 동쪽 경계선 부근에 있는 5km의 구간을 가진 도로이다.
또한 유럽 고속도로 50호선과 유럽 고속도로 65호선의 각 일부를 이루고 있다.

## 갤러리

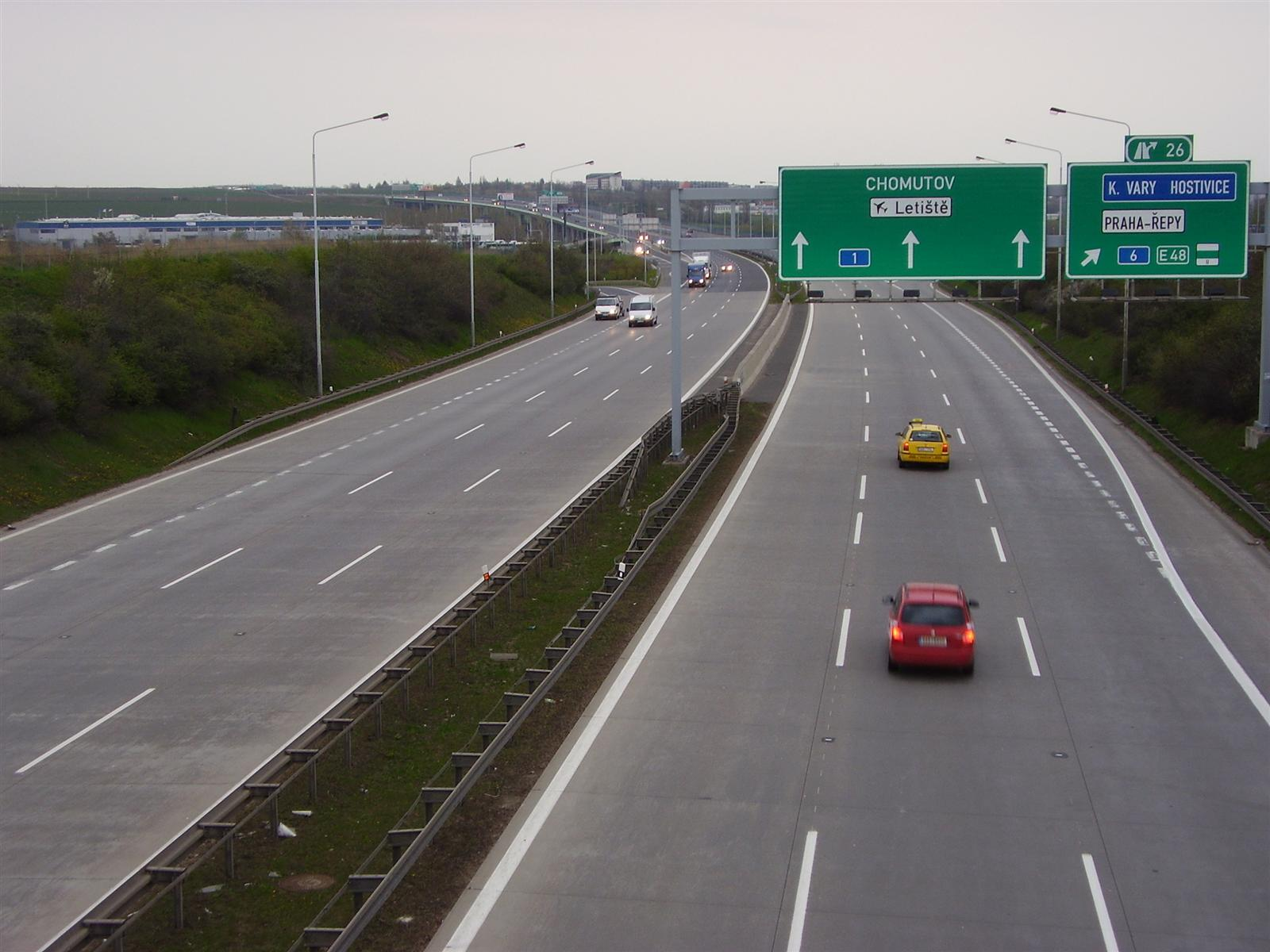
프라하와 즐리친(영어판) 근방에 있는 D0 고속도로
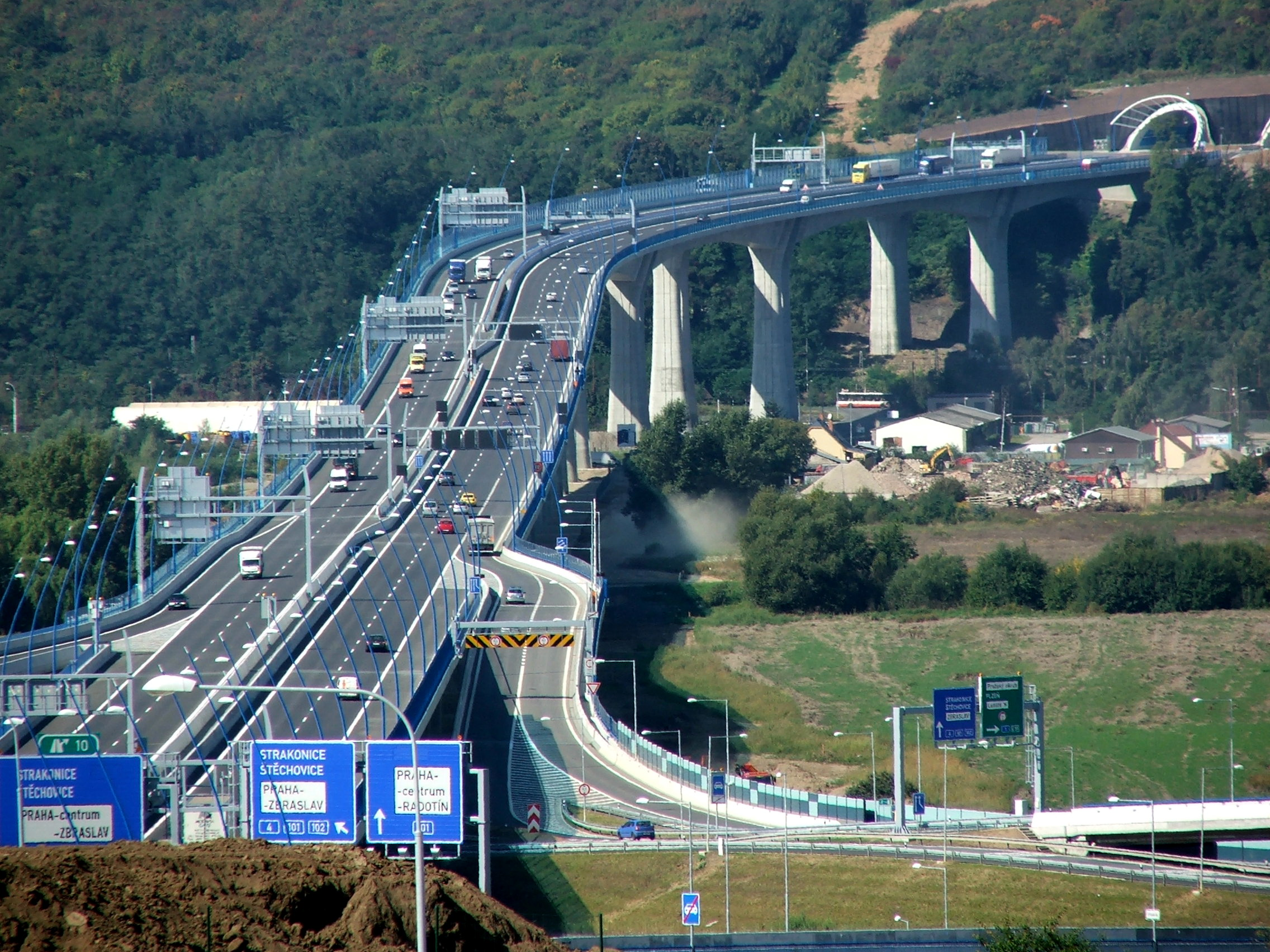
라도틴 근처에 있는 교량
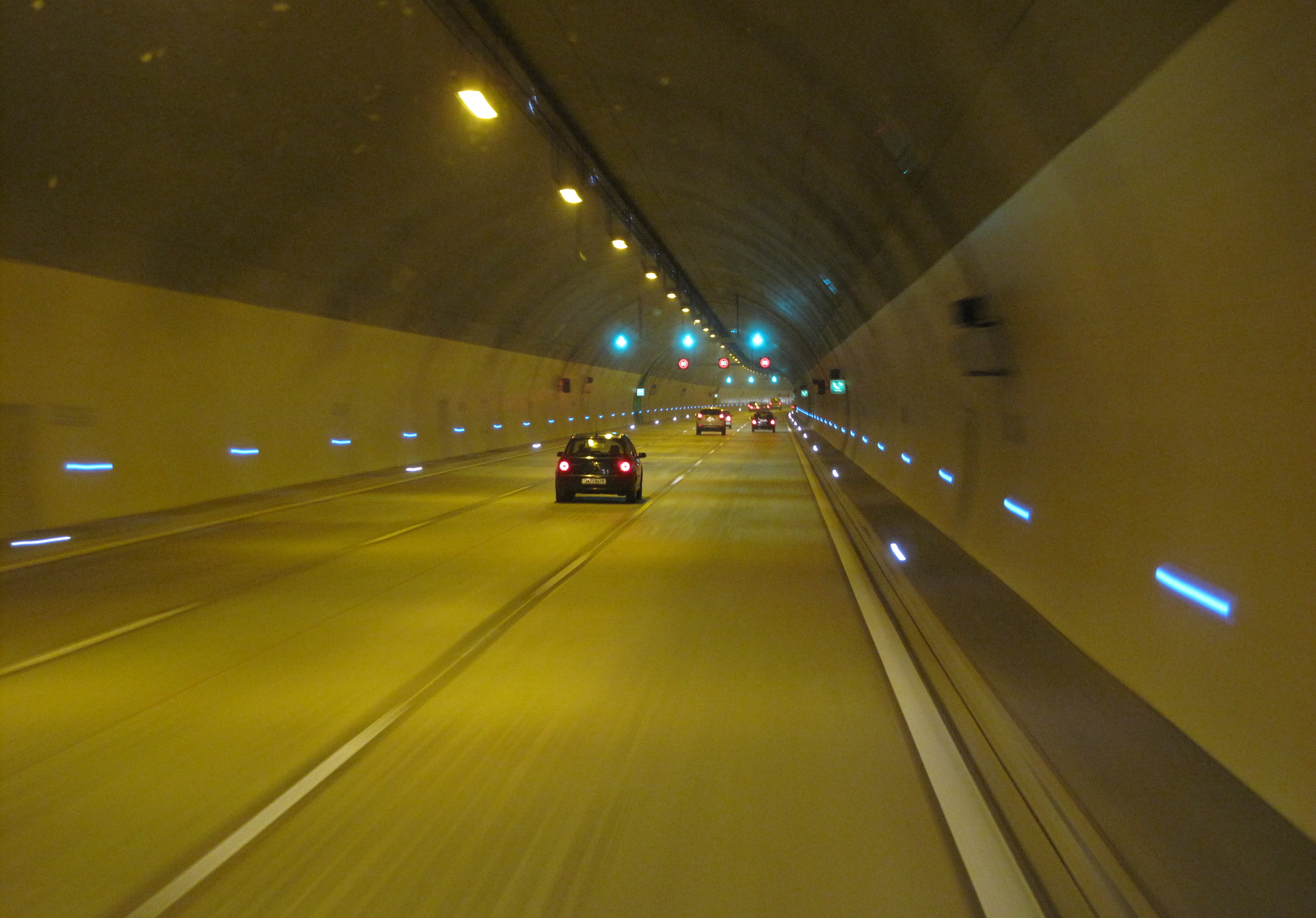
코모라니(영어판) 터널

## 같이 보기
- 체코의 고속도로(영어판)